# Талеяс
Та́леяс, Та́лея или Та́лейс (латыш. Talejas ezers, Taleja ezers, Talejs, Tālejas ezers) — озеро в Вестиенской волости Мадонского края Латвии. Относится к бассейну Айвиексте.
Площадь водной поверхности — 79,7 га. Наибольшая глубина — 15,6 м, средняя — 6,5 м.